# Thalamus IT Consulting
Thalamus IT Consulting är ett IT-konsultbolag som grundades 2000 under namnet People to People IT Consulting AB (även kallat People to People, PtoP eller P2P) och är i dag Thalamus IT Counsulting AB. Bolaget omsatte 52 miljoner kronor 2008. Dess kontor ligger från 2010 i Alviks strand.